# Orden Unida
En el Movimiento de los Santos de los Últimos Días, la Orden Unida (también llamada la Orden Unida de Enoc) fue uno de los varios programas colectivistas de la iglesia del siglo XIX.
En 1831, aparecieron las primeras versiones de la Orden, que intentaron implementar plenamente la Ley de la Consagración, una forma de comunismo cristiano o comunalismo, inspirada en la Comunidad de bienes de la iglesia primitiva de Jerusalén que tenía "todas las cosas en común" (Hechos 2:44). Estas primeras versiones terminaron después de unos años.
Las versiones posteriores dentro del mormonismo, principalmente en el Territorio de Utah, implementaron programas cooperativos menos ambiciosos, muchos de los cuales tuvieron mucho éxito. El nombre completo de la Orden invocaba a la ciudad de Enoc (Sión), descrita en el Libro de Moisés como una ciudad con un pueblo tan virtuoso y de corazón puro que Dios la había llevado al cielo.
La Orden Unida estableció comunidades igualitarias diseñadas para lograr la igualdad de ingresos, eliminar la pobreza y aumentar la autosuficiencia grupal. El movimiento tenía mucho en común con otras sociedades utópicas comunalistas formadas en los Estados Unidos y Europa durante el Segundo Gran Despertar, que buscaban gobernar aspectos de la vida de las personas a través de preceptos de fe y organización comunitaria.
La Orden Unida de los Santos de los Últimos Días estaba más orientada a la familia y la propiedad que los experimentos utópicos en Brook Farm y la Comunidad de Oneida. La membresía en la Orden Unida era voluntaria, aunque durante un período en la década de 1830, era un requisito para continuar siendo miembro de la iglesia. Los participantes cedían (consagraban) todas sus propiedades a la Orden Unida, que a su vez cedería una "herencia" (o "administración") que permitía a los miembros controlar la propiedad; la propiedad privada no fue erradicada sino que fue más bien un principio fundamental de este sistema. Al final de cada año, todo lo que la familia producía como excedente de su administración se devolvía voluntariamente a la Orden. La Orden en cada comunidad estaba dirigida por el obispo local.
En la actualidad, la Orden Unida no se practica dentro del mormonismo convencional; sin embargo, varios grupos de fundamentalistas mormones, como los Hermanos Apostólicos Unidos y la Iglesia Fundamentalista de Jesucristo de los Santos de los Últimos Días (Iglesia FLDS), han revivido la práctica. La Orden Unida también fue practicada por la secta mormona liberal llamada la Familia de Cristo de la Orden Unida y la secta cutlerita, la Iglesia de Jesucristo.

## Bajo la dirección de José Smith
Joseph Smith se enteró de un grupo de unas 50 personas conocidas como "la familia" que vivían en la granja de Isaac Morley cerca de Kirtland (Ohio), quienes habían establecido una empresa cooperativa basada en declaraciones del Libro de los Hechos (Hechos 2:44-45; 4:32). Los miembros de "La familia Morley" eran originalmente seguidores de Sidney Rigdon, un ministro asociado con el Movimiento de Restauración que más tarde se convirtió al mormonismo. Muchos de estos comunalistas también se unieron a la nueva iglesia y varios, incluido Isaac Morley, sirvieron en puestos de liderazgo.
Smith estaba preocupado por la cantidad de miembros pobres que se unían a la iglesia en Kirtland. Se necesitaban ingresos para que la iglesia publicara libros y folletos. En ese momento, Smith y Rigdon estaban en dificultades económicas. Smith y su esposa Emma vivieron en la "Granja Morley" durante un tiempo.
El 4 de febrero de 1831, Smith dijo que había recibido una revelación llamando a Edward Partridge a ser el primer obispo de la iglesia. Cinco días después, el 9 de febrero de 1831, Smith describió una segunda revelación que detallaba la Ley de la Consagración.
Smith dijo que había recibido una revelación que ordenaba a los Santos de los Últimos Días que donaran parte de sus tierras y dinero a la iglesia. Según otra revelación, Partridge asignó lotes a los santos que llegaban de Nueva York.
Smith ordenó a los inmigrantes de Colesville que se establecieran en Thompson (Ohio), a unas pocas millas al este de Kirtland, en una granja propiedad de Leman Copley. Por otro lado, los santos del Condado de Seneca fueron asignados a la granja de Morley.
Partridge intentó implementar la Orden Unida en Thompson; sin embargo, surgieron desacuerdos y no tuvo éxito. Poco después, Smith anunció una revelación que ordenaba a Newel Knight que liderara a los santos de la granja Copley para que se establecieran en Missouri.
Originalmente, la Orden Unida tenía la intención de ser "una orden eterna para el beneficio de mi iglesia y para la salvación de los hombres hasta que yo venga". En la práctica, sin embargo, la Orden tuvo una vida relativamente breve durante la vida de Smith.

## Bajo la dirección de Brigham Young
Entre 1855 y 1858, los miembros de la Iglesia de Jesucristo de los Santos de los Últimos Días (Iglesia SUD) consideraron nuevamente vivir bajo la Orden Unida. Durante este período, bajo el liderazgo de Brigham Young, se instruyó a los miembros de la Iglesia para que prepararan escrituras de consagración, pero estas escrituras nunca se llevaron a cabo, tal vez debido a la perturbación de la comunidad causada por la Guerra de Utah.
No fue hasta 1874 que Young inició la Orden Unida de Enoc, que comenzó en St. George (Utah), el 9 de febrero de 1874. Había varias diferencias entre la Orden Unida de Enoc y las comunidades de la Orden Unida establecidas años antes por Joseph Smith. Bajo el liderazgo de Young, los productores generalmente cedían sus propiedades a la Orden, y todos los miembros de la Orden compartían los ingresos netos de la cooperativa, a menudo divididos en acciones según la cantidad de propiedad aportada originalmente. A veces, los miembros de la Orden recibían salarios por su trabajo en la propiedad comunal.
El plan cooperativo se utilizó en al menos 200 comunidades mormonas, la mayoría de ellas en zonas rurales alejadas de los asentamientos mormones centrales cerca del Gran Lago Salado. La mayoría de las comunidades resistieron sólo dos o tres años antes de volver a un sistema económico más estándar.
En 1877, una de las últimas corporaciones de la Orden Unida estableció una nueva comunidad en Bunkerville (Nevada). En 1880, la cooperativa de Bunkerville se disolvió bajo la presión de la escasez de agua y la falta de dedicación e iniciativa individual.
Al igual que los experimentos de Orden Unida establecidos por Smith, los experimentos de Orden Unida de Young duraron poco. Cuando Young murió, en 1877, la mayoría de los nuevos experimentos de Orden Unida habían fracasado. A fines del siglo XIX, los experimentoslas estaban prácticamente extintas. El historiador Andrew Karl Larson señaló que el fracaso de estas empresas tiene su raíz en las debilidades de la naturaleza humana:
Los hábitos de una sociedad adquisitiva estaban demasiado fuertemente forjados como para romperlos sin la máxima devoción y altruismo hacia la causa, y el individualismo rudo triunfó sobre el intento fallido de propiedad y vida comunal.
Algunos líderes y miembros de la Iglesia de Jesucristo de los Santos de los Últimos Días creen que la Orden Unida se restablecerá en algún momento en el futuro. Muchos líderes han enseñado que el sistema actual de asistencia social y ayuda humanitaria de la Iglesia es un predecesor o un trampolín hacia la práctica renovada de la Orden Unida en el futuro.

### Canab
A partir de 1874, muchas comunidades basadas en los principios de la Orden Unida se establecieron entre los mormones. Entre ellas se incluye la Orden Unida de Kanab, que fue un asentamiento iniciado por Brigham Young. En 1870, John R. Young y el obispo local, Levi Stewart, comenzaron a colonizar esta área y doce familias los siguieron para comenzar la comunidad. Hubo confusión en cuanto a quién era el líder de esta sociedad. Las autoridades de la Iglesia SUD nombraban al obispo y solo ellas podían revocar su estatus. Pero muchos querían elegir a John R. Young como presidente porque era pariente de Brigham Young, entonces el presidente de la Iglesia SUD. Este conflicto de poder duró hasta el 5 de enero de 1875, cuando Levi Stewart se convirtió en presidente. Finalmente, Stewart renunció a su cargo y Leonard John Nuttall tomó su lugar.
A esta comunidad le siguieron otras familias que eran infelices en sus propias vidas o que provenían de otras colonias en decadencia. En 1874, había 81 familias y aproximadamente el 17% de los hombres que vivían en esta comunidad practicaban la poligamia. Los hogares tenían una estructura sencilla y, por lo general, contaban con dos o tres habitaciones. Había alrededor de tres hijos por madre en cada hogar y las esposas polígamas también vivían en la misma casa. Las familias numerosas en todas las comunidades mormonas se consideraban una práctica espiritual y la proporción de hijos por mujer en Kanab reflejaba eso.
La principal fuente de ingresos de la comunidad era la cría de ganado. La mayor parte de su riqueza estaba en ganado, vehículos y acciones de empresas corporativas. La tierra y las mejoras constituían el resto de su riqueza. Esta Orden Unida en particular era rica, pero dentro de la sociedad había grandes brechas. Todos poseían propiedades, pero algunas parcelas de tierra eran mejores que otras. Finalmente, Brigham Young ordenó a la comunidad que redujera la brecha financiera que los diferenciaba de las demás comunidades.
En 1880, la Orden Unida de Kanab había disminuido considerablemente. Solo quedaban 32 familias de las 81 familias originales que llegaron durante el primer año de su fundación. Muchas finalmente emigraron a Arizona, Nevada, Nuevo México y México. Los jóvenes tendían a irse de casa antes de casarse y formar sus propias familias.

### 'La Firma' (Farmington)
La comunidad mormona establecida, en la década de 1870, según los principios de la Orden Unida, que más tiempo sobrevivió fue la de la Familia Ezra T. Clark, conocida internamente como "La Firma". Con el permiso y la bendición de Brigham Young, Clark estableció la orden dentro de su propia familia en Farmington (Utah), que duró desde la década de 1870 hasta que se disolvió el 24 de julio de 1901, meses antes de la muerte del patriarca.
Originalmente, Clark fue elegido como tesorero de la Orden de Farmington, pero Clark, un hombre de negocios astuto, íntimamente familiarizado con las dificultades de esta y otras órdenes, se retiró, pensando que podría establecer una comunidad mormona según los principios de la Orden Unida con éxito y los miembros de esa comunidad eran su propia familia compuesta por 14 niños y cuatro niñas de dos esposas. La "Firma" demostró ser exitosa en imbuir todos los principios espirituales para los que fue concebida, además de ser un éxito comercial en todos los sentidos.

## Propiedad
En las comunidades basadas en los principios de la Orden Unida, la propiedad privada no fue abolida y la repartición de bienes era voluntaria. Los miembros de la iglesia que elegían participar en la Orden Unida voluntariamente cedían sus propiedades a la iglesia, la cual luego devolvía la totalidad o una parte de ellas al propietario original de la propiedad como administración. El "resto", o la propiedad que excedía de lo que el propietario y su familia necesitaban para sí mismos, era utilizada por la iglesia para proveer a los menos afortunados, quienes debían pagarlo ya sea en dinero o con trabajo. El propietario de la propiedad privada no estaba obligado a participar en la Orden ni su propiedad era confiscada por la fuerza. Los propietarios de propiedades privadas eran libres de unirse o abandonar las órdenes y tenían el control de su administración. Joshua Reuben Clark Jr., miembro de la Primera Presidencia, explicó:
El principio fundamental de este sistema era la propiedad privada. Cada hombre poseía su porción, herencia o administración, con un título absoluto, que podía enajenar, hipotecar o tratar de otro modo como si fuera suya. La Iglesia no era dueña de toda la propiedad, y la vida bajo la Orden Unida no era una vida comunitaria. ... La Orden Unida es un sistema individualista, no un sistema comunitario.
Lorenzo Snow, presidente de la Iglesia de Jesucristo de los Santos de los Últimos Días, también destacó la preservación del libre albedrío individual por parte de la Orden Unida:
En las cosas que pertenecen a la gloria celestial no puede haber operaciones forzadas. Debemos actuar de acuerdo con lo que el espíritu del Señor obre en nuestro entendimiento y sentimientos. No se nos puede obligar a hacer algo, por grande que sea la bendición que acompaña a tal procedimiento. No se nos puede obligar a vivir una ley celestial; debemos hacerlo nosotros mismos, por nuestra propia voluntad. Y todo lo que hagamos en relación con el principio de la Orden Unida, debemos hacerlo porque deseamos hacerlo.

## Rechazo del comunismo marxista
La Orden Unida fue un intento de erradicar la pobreza y promover un sentido de unidad y hermandad dentro de las comunidades mormones. La opinión de la Iglesia SUD es que la doctrina y los diversos intentos de practicarla no deben verse como parte del movimiento utópico del siglo XIX en los Estados Unidos, y es distinta tanto del comunismo marxista como del capitalismo.
Los líderes de la Iglesia de Jesucristo de los Santos de los Últimos Días en el siglo XX buscaron hacer una distinción clara entre el comunismo marxista y la Ley de la Consagración tal como la practicaba la Orden Unida, enseñando que las prácticas diferían en relación con los temas del libre albedrío, la propiedad privada y la deidad.  
Según estos líderes: la Ley de la Consagración y la Orden Unida se pueden comparar con el acuerdo económico compartido presentado en el Nuevo Testamento tal como lo practicaban los cristianos del siglo I en Jerusalén (Hechos 2:44-45; 4:32). En el siglo XX, los líderes de la Iglesia de Jesucristo de los Santos de los Últimos Días, entre ellos David O. McKay, Harold B. Lee, Ezra Taft Benson, Marion George Romney,   y Joshua Reuben Clark Jr.,   afirmaron que el comunismo es una versión "falsificada" de la Ley de la Consagración. En 1942, la iglesia emitió la siguiente declaración:
El comunismo y todos los demás ismos similares no tienen relación alguna con el Orden Unido. Son simplemente las torpes falsificaciones que Satanás siempre idea del plan del Evangelio... El Orden Unido deja a cada hombre libre para escoger su propia religión según lo dicte su conciencia. El comunismo destruye el libre albedrío que Dios le dio al hombre; el Orden Unido lo glorifica. Los Santos de los Últimos Días no pueden ser fieles a su fe y prestar ayuda, aliento o simpatía a ninguna de estas falsas filosofías.
Sin embargo, la unidad y la igualdad comunitarias son principios centrales de la doctrina de "Sión de los Santos de los Últimos Días", como se describe en le Libro de Moisés 7:18 : "Y el Señor llamó a su pueblo Sión, porque eran uno en corazón y voluntad, y vivían en rectitud, y no había pobres entre ellos".